# Canon RF 400mm f/2.8L IS USM
El Canon RF 400mm f/2.8L IS USM és un teleobjectiu fix de la sèrie L amb muntura Canon RF.
Aquest, va ser anunciat per Canon el 14 d'abril de 2021, amb un preu de venda suggerit d'uns 14.000€.
Aquest objectiu s'utilitza sobretot per fotografia de fauna i esport.

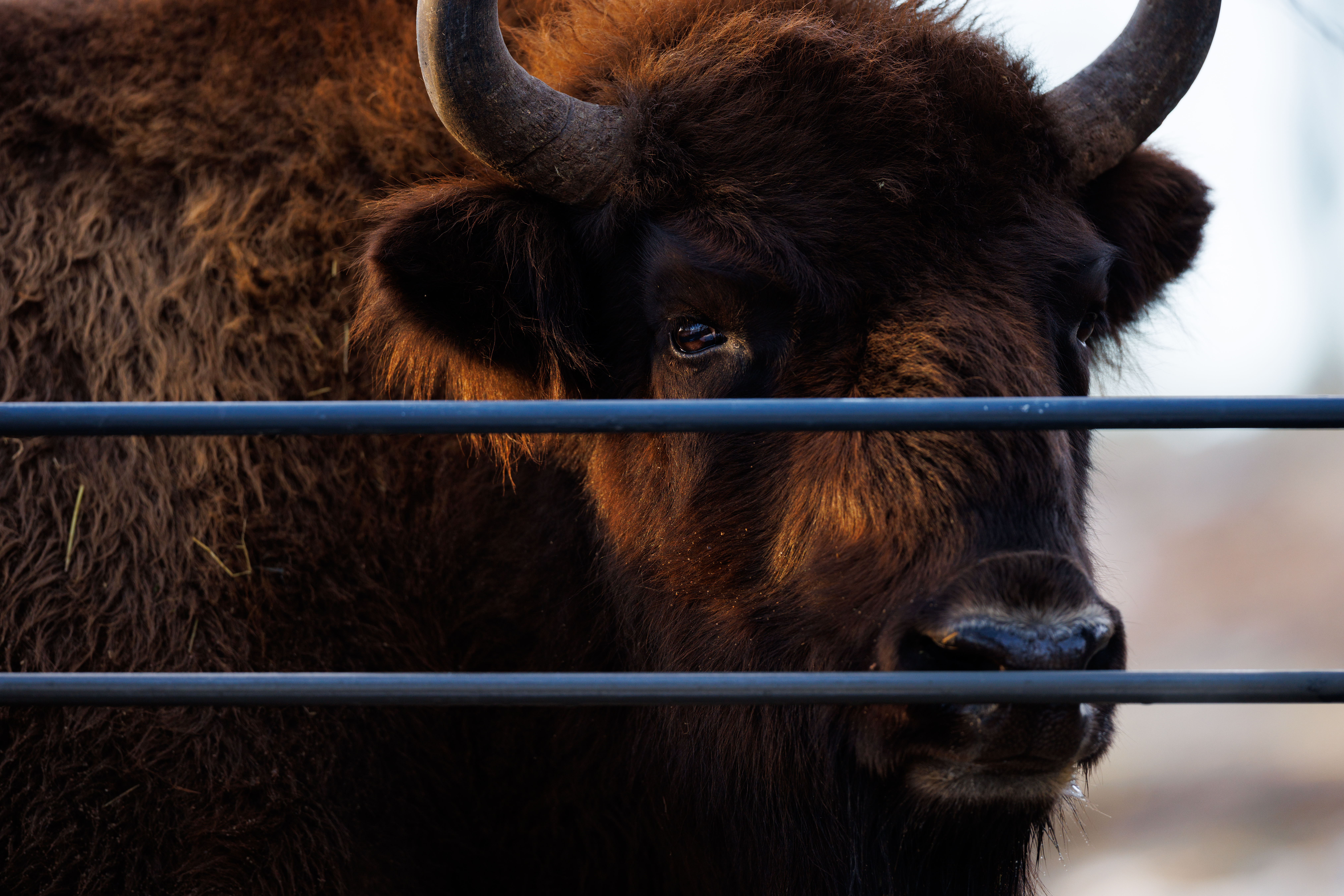
Bisó fotografiat amb el Canon RF 400mm f/2.8L IS USM

## Característiques
Les seves característiques més destacades són:
- Distància focal: 400mm
- Obertura: f/2.8 - 32
- Motor d'enfocament: USM (Motor d'enfocament ultrasònic, ràpid i silenciós)
- Estabilitzador d'imatge de 5,5 passes
- Distància mínima d'enfocament: 250cm
- Porta filtres intern de 52mm
- A f/2.8 l'objectiu ombreja les cantonades gairebé 2 passes de llum, però a partir de f/5.6 aquest efecte ja és inferior a 0,4 passes.[4]
- La qualitat òptica pràcticament no varia de f/2.8 a f/11, encara que la millor qualitat la dona entre f/5.6 i f/8.[4]

## Construcció
- Inclou un adaptador a rosca de trípode per així estabilitzar la imatge des del centre de l'equip
- Consta d'un botó el qual configura el rang d'enfocament: de 2,5m a infinit, de 2,5m a 7m i de 7m a infinit.[5]
- Consta d'un botó el qual configura el tipus d'estabilitzador que es vol utilitzar: El primer mode corregeix les vibracions en totes direccions, el segon les corregeix només en el pla de la panoràmica que s'estigui realitzant, el tercer mode actua igual que el segon però només durant l'exposició.[5]
- La muntura és de metall i el canó d'un aliatge de magnesi reforçat amb carboni[6]
- El diafragma consta de 9 fulles, i les 17 lents de l'objectiu estan distribuïdes en 13 grups.[1]
- Consta de dos lents de fluorita (per resistir la brutícia i taques), una d'ultra baixa dispersió, un revestiment super spectra i un revestiment d'esfera d'aire (ajuden a reduir els efectes fantasma).[7]

## Accessoris compatibles[8]
- Tapa E-180E
- Parasol ET-155
- Parasol ET-155B (petit)
- Porta filtres de gelatina drop-in Canon 52
- Filtres drop-in de 52mm
- Tapa posterior RF
- Funda LS400[3]
- Multiplicador RF 1.4x
- Multiplicador RF 2x